# My Favourite Stranger
„My Favourite Stranger“ je píseň britské elektronické hudební skupiny Depeche Mode z jejího patnáctého studiového alba Memento Mori, jež vyšla 20. října 2023 jako pátý singl z alba.

## Seznam skladeb
Digitální stažení (Remixes)
1. „My Favourite Stranger“ (Boris Brejcha Remix) – 7:06
2. „My Favourite Stranger“ (Ela Minus Remix) – 3:48
3. „My Favourite Stranger“ (Long Island Sound Remix) – 4:46
4. „My Favourite Stranger“ (Sunken Cages Remix) – 4:20
5. „My Favourite Stranger“ (Al Wootton Remix) – 5:38

12″ (limitovaná edice)
Strana A
1. „My Favourite Stranger“ (Boris Brejcha Remix) – 7:06

Strana B
1. „My Favourite Stranger“ (Ela Minus Remix) – 3:48
2. „My Favourite Stranger“ (Long Island Sound Remix) – 4:46

## Umístění v žebříčcích
| Žebříček (2023–2024)                | Pozice |
| ----------------------------------- | ------ |
| UK Singles Sales (UK Singles Chart) | 19     |